# Sjinnikstadion
Het Sjinnikstadion is een multifunctioneel stadion in Jaroslavl, een stad in Rusland. 
Het stadion wordt vooral gebruikt voor voetbalwedstrijden, de voetbalclub Sjinnik Jaroslavl maakt gebruik van dit stadion. In het stadion is plaats voor 22.871 toeschouwers. Het stadion werd geopend in 1957 en gerenoveerd in 2002.
Achmat Arena (Achmat Grozny) ·
Ak Bars Arena (Roebin Kazan) ·
Centraalstadion (FK Oeral) ·
Gazovikstadion (Gazovik Orenburg) ·
Krasnodarstadion FK Krasnodar ·
Krestovskistadion (FK Zenit Sint-Petersburg) ·
Olympisch Stadion Fisjt (PFK Sotsji) ·
Otkrytieje Arena (Spartak Moskou) ·
Rostov Arena (FK Rostov) ·
RZD Arena (Lokomotiv Moskou) ·
Solidarnost Arena (Krylja Sovetov Samara) ·
Stadion Kaliningrad (Baltika Kaliningrad) ·
Stadion Nizjni Novgorod (Volga Nizjni Novgorod) ·
Tsentralny Profsojoezstadion (Fakel Voronezj) ·
VEB Arena (CSKA Moskou) ·
VTB Arena Dinamo Moskou) ·
Arena Chimki (FK Chimki) ·
Arsenalstadion (FK Arsenal Toela) ·
Centraalstadion (FK Volgar Astrachan) ·
Centraalstadion (Jenisej Krasnojarsk) ·
Dinamostadion  (Dinamo Machatsjkala) ·
Edoeard Streltsovstadion (Torpedo Moskou) ·
Geologstadion (FK Tjoemen) ·
KAMAZstadion (KAMAZ Naberezjnye Tsjelny) ·
Koebanstadion (FK Koeban Krasnodar) ·
Kristallstadion  (FC Akron Tolyatti) ·
Leninstadion (SKA-Chabarovsk) ·
Lokomotivstadion (PFK Sokol Saratov) ·
Neftechimikstadion (FK Neftechimik Nizjnekamsk) ·
Petrovski (FC Leningradets Leningrad Oblast) ·
Sjinnikstadion (Sjinnik Jaroslavl) ·
Spartakovets (FC Rodina Moskou) · 
Spartakstadion (Alania Vladikavkaz) ·
Troedstadion (Tsjernomorets Novorossiejsk)
Centraalstadion (Roebin Kazan)